# Morgan Baynham-Williams
Morgan Baynham-Williams (* 28. Juni 1994) ist eine britische Steuerfrau im Rudern. Sie wurde 2022 Weltmeisterin und Europameisterschaftszweite.

## Karriere
Morgan Baynham-Williams steuerte den britischen Achter bei den U23-Weltmeisterschaften 2013 und 2014 zur Silbermedaille hinter dem Boot aus den Vereinigten Staaten, 2015 belegte das Boot den dritten Platz hinter den Booten aus den Vereinigten Staaten und aus Russland.
Vier Jahre später steuerte sie im Ruder-Weltcup den britischen Achter und erreichte einmal den dritten Platz. Nach der Pause durch die COVID-19-Pandemie gewann sie 2022 mit dem britischen Achter die Silbermedaille bei den Europameisterschaften in München hinter den Rumäninnen. Einen Monat später war sie Steuerfrau des britischen PR3-Vierers mit Steuerfrau bei den Weltmeisterschaften in Račice u Štětí, da die reguläre Steuerfrau Erin Kennedy wegen einer Krebsbehandlung nicht antreten konnte. Die britische Crew gewann den Titel vor dem deutschen und dem französischen Boot.
Die 1,67 m große Morgan Baynham-Williams rudert für den Leander Club, ihr Heimatverein ist der Ross Rowing Club in Ross-on-Wye.